# Wahoo (Nebraska)
Wahoo – miasto w Stanach Zjednoczonych, w stanie Nebraska, siedziba administracyjna hrabstwa Saunders.